# Parlamentswahl auf den Philippinen 2025
Die Parlamentswahl auf den Philippinen 2025 fand am 12. Mai 2025 statt. 
Bei dieser Halbzeitwahl, bei der die Gewinner ihr Amt nach der Hälfte der Amtszeit von Präsident Bongbong Marcos antreten, wurden alle 317 Sitze im Repräsentantenhaus und 12 der 24 Sitze im Senat verteilt, um den 20. Kongress der Philippinen zu bilden. In jeder Provinz, Stadt und Gemeinde des Landes fanden außerdem Kommunalwahlen für die Exekutive und Legislative statt. Die erste reguläre Wahl zum Bangsamoro-Parlament sollte im Rahmen der Parlamentswahlen stattfinden, wurde aber 2022 verschoben, wird nun aber am 13. Oktober 2025 abgehalten.
Dies war die erste allgemeine Wahl nach den philippinischen Barangay- und Sangguniang-Kabataan-Wahlen im Jahr 2023. Diese Parlamentswahl war auch die erste automatisierte Wahl, die von der südkoreanischen Firma Miru Systems überwacht wurde, nachdem die Wahlkommission (COMELEC) Smartmatic von der Teilnahme an zukünftigen Wahlen ausgeschlossen hatte.
Lakas-CMD blieb die dominierende Partei im Repräsentantenhaus, da sich 104 ihrer Kongresskandidaten bei den Halbzeitwahlen 2025 Sitze für den 20. Kongress gesichert hatten und hinzufügten, dass sie die Präsidentschaftsverwaltung von Marcos weiterhin unterstützen würden. Laut BBC stammen nur sechs der 12 gewählten Senatoren aus der Marcos-Allianz, und von diesen ist Camille Villar nur zur Hälfte in seinem Lager, da sie auch die Unterstützung von Sara Duterte angenommen hatte. Vier der gewählten Senatoren sind im Duterte-Lager, darunter die Schwester des Präsidenten, Imee Marcos. Zwei waren unter den drei Stimmengewinnern vor allen Marcos-Kandidaten. Es wurde hinzugefügt, dass die Wahlen Auswirkungen auf die Amtsenthebung von Sara Duterte haben würden.
|  | Dieser Artikel dokumentiert eine kürzlich stattgefundene Wahl. Informationen können sich im Verlauf der Wahl bis zur Veröffentlichung der offiziellen Ergebnisse schnell ändern. Erste Nachrichtenberichte können unzuverlässig sein , und die letzten Aktualisierungen dieses Artikels spiegeln möglicherweise nicht die aktuellsten Informationen wider. Sie können diesen Artikel gerne verbessern oder Änderungen auf der Diskussionsseite diskutieren . ( Mai 2025 ) ( Erfahren Sie, wie und wann Sie diese Nachricht entfernen können .) |

| ← 2022 | 12. Mai 2025 | 2028 → |

|         |                  |           |  |
| Allianz | Bagong Pilipinas | DuterTen  |  |
|         |                  |           |  |
|         |                  |           |  |
| Allianz | KiBam            | Makabayan |  |

| Amtierender Senatspräsident Francis Escudero NPC |

| Party | Party        | Aktuelle Sitze |
| ----- | ------------ | -------------- |
|       | Lakas        | 111            |
|       | NUP          | 40             |
|       | NPC          | 39             |
|       | Nationalist  | 28             |
|       | PFP          | 12             |
|       | Liberale     | 5              |
|       | CDP          | 1              |
|       | LDP          | 1              |
|       | Bericht      | 1              |
|       | UNA          | 1              |
|       | Sonstiges    | 6              |
|       | Parteilisten | 61             |

| Amtierender Sprecher   |  |
| ---------------------- |  |
| Martin Romualdez Lakas |  |

## Hintergrund

### Wählerregistrierung
Philippinische Staatsbürger müssen am Wahltag um 12 Uhr mittags mindestens 18 Jahre alt sein, um wählen zu dürfen. Darüber hinaus benötigen philippinische Arbeitnehmer im Ausland (Overseas Filipino Workers , OFWs) einen gültigen philippinischen Pass. COMELEC führte im Juli 2022 das „Register Anywhere“-Programm ein und richtete dafür Einkaufszentren, bestimmte Kirchen und Plätze in Büros ein. OFWs müssen sich für die Wahlen bei der nächstgelegenen philippinischen Botschaft registrieren lassen. 
Im Mai 2023 verzeichnete die Wahlkommission (COMELEC) insgesamt 68 Millionen registrierte Wähler. Für die Wahlen 2025 schätzte die Kommission einen Anstieg um drei Millionen Wähler, sodass insgesamt 71 Millionen Wähler registriert sein würden. 

## Wahlreform
Am 12. April 2023 schlug Garcia ein „hybrides Wahlsystem“ vor, das den Einsatz sowohl automatisierter als auch manueller Wahlsysteme für die Wahlen 2025 vorsieht. 
In ihren Regeln für diese Wahl verkürzte die Kommission die Frist für Ersatzkandidaten aufgrund von Rücktritten erheblich auf den Zeitraum bis zur Einreichung der Kandidaturen. Zuvor erlaubte die Kommission Ersatzkandidaten auch nach der Einreichung der Kandidaturen. Die Praxis, dass Platzhalterkandidaten zunächst Kandidaturen einreichten, um Zeit für den eigentlichen Kandidaten zu gewinnen, wurde bei den letzten Wahlen häufig angewandt. Nach Einreichung der Kandidaturen sind Ersatzkandidaten nur noch im Todesfall oder bei Disqualifikation zulässig. 

## Probleme

### Einmischung der chinesischen Regierung
Während einer Anhörung des Sonderausschusses des Senats für See- und Admiralitätszonen im April 2025 erklärte der Nationale Sicherheitsrat, es gebe Anzeichen dafür, dass die chinesische Regierung in die bevorstehenden nationalen Wahlen 2025 eingreife, unter anderem indem sie kritische Kandidaten diskreditiere und Kandidaten unterstütze, die mit China sympathisieren. 
Die National Intelligence Coordinating Agency (NICA) behauptet außerdem, dass chinesische Agenten in Abstimmung mit lokalen Stellvertretern den „spaltenden politischen Diskurs“ auf den Philippinen verstärken. NICA behauptete, die chinesische Botschaft in Manila habe 2023 die in Makati ansässige Firma InfinitUs Marketing Solutions für eine Trollfarm auf Facebook und X bezahlt, um Desinformationen zu verbreiten und chinesische Staatsinteressen zu fördern. Im April 2025 verhaftete das National Bureau of Investigation (NBI) einen chinesischen Staatsbürger, der in der Nähe des Büros der Wahlkommission einen IMSI-Catcher betrieb.

## Wahlsystem
Auf den Philippinen werden Kongress- und Kommunalwahlen (mit Ausnahme der Wahlen auf Regional- und Barangay-Ebene) seit 1992 alle drei Jahre am zweiten Montag im Mai abgehalten. Präsidenten und Vizepräsidenten haben eine Amtszeit von sechs Jahren und werden daher nur in geraden Jahren gewählt (1992, 1998 usw.). Wahlen, bei denen die Präsidentschaft nicht zur Abstimmung steht, heißen Zwischenwahlen und finden in ungeraden Jahren statt (1995, 2001 usw.). 
Über jeden zur Wahl stehenden Sitz wird einzeln abgestimmt. Seit 2010 werden allgemeine Wahlen automatisiert durchgeführt , wobei die Wähler ein Oval neben dem von ihnen gewählten Kandidaten ankreuzen. Über Führungspositionen wird nach dem Mehrheitswahlrecht (FPTP) entschieden, bei dem der Wähler eine Auswahlmöglichkeit hat. Wahlen zum Senat und zu den lokalen Parlamenten werden als nicht übertragbare Mehrfachstimmgebung abgehalten, bei der der Wähler je nach Anzahl der zu wählenden Sitze (12 im Senat) x Auswahlmöglichkeiten hat und die x Kandidaten mit der höchsten Stimmenzahl gewinnen. Bei Wahlen zum Repräsentantenhaus hat jeder Wähler zwei Stimmen, eine über das FPTP-System und die andere über ein modifiziertes Verhältniswahlsystem mit Parteilisten.
Wahlen werden von der COMELEC, einer unabhängigen Regierungsbehörde, organisiert, durchgeführt und beurteilt. Berufungen sind unter bestimmten Bedingungen bei den regionalen Gerichten, dem Kongress oder dem Obersten Gerichtshof zulässig, die je nach Wahl, gegen die Berufung eingelegt wird, als Wahlgericht des Repräsentantenhauses , Wahlgericht des Senats oder Wahlgericht des Präsidenten tagten.

## Ergebnis

### Senat
Weder Präsident Ferdinand Marcos Jr. noch Vizepräsidentin Sara Duterte können mit den Ergebnissen der Zwischenwahlen 2025 vollkommen zufrieden sein, da es den Senatskandidaten ihrer rivalisierenden Lager nicht gelang, einen entscheidenden Vorsprung zu erringen.
Da im 20. Kongress das Amtsenthebungsverfahren gegen Duterte bevorsteht, dürften die Zwischenwahlen 2025 entscheidend sein – nicht nur, um über ihren Freispruch oder ihre Verurteilung zu entscheiden, sondern auch, um zu zeigen, wer wirklich Einfluss auf den Senat hat.